# 스쯔향

스쯔향의 위치

스쯔향(중국어: 獅子鄉, 병음: Shīzǐ Xiāng)은 중화민국 핑둥현의 향이다. 넓이는 301.0018km2이고, 인구는 2015년 8월 기준으로 4,822명이다.

## 지리
스쯔향 핑둥현 동남부에 위치하고, 북쪽은 춘르향과 동쪽은 타이둥현 다런향과 서쪽은 팡산향와 서남쪽은 처청향과 남쪽은 무단향과 각각 접하는, 핑둥 현 최대의 면적을 가진 향진이다. 헝춘반도에 위치하고, 지질상으로는 중양산맥의 일부로 구분된다. 지세는 험하고, 향내는 산지가 대부분을 차지해 평지는 적다. 향내에는 펑강시(楓港溪), 팡산시(枋山溪)가 흐르고 있다. 주민은 원주민인 파이완족이 다수를 차지한다.

## 역사
스쯔향은 예부터 파이완족의 분가인 차오보 오볼(chaobo obol)의 거주지였다. 이곳에 사자의 머리의 형상을 한 거석이 존재한 것에서 사자두사(獅子頭社)로 불리게 되었다. 일본 통치 시대에는 다카오주 고슌군의 번지였고 각 사에 설치된 주재소가 행정 전반을 담당하고 있었다. 전후에는 스쯔촌에 향사무소가 설치된 것에서 스쯔향이라고 명명되어 가오슝현의 관할이 되었다. 1950년에 핑둥현으로 개편되었다.

## 교통
- 타이완 철로관리국 남회선